# Caio Sêxtio Calvino (cônsul em 124 a.C.)
Caio Sêxtio Calvino (em latim: Caius Sextius Calvinus) foi um político da gente Sêxtia da República Romana eleito cônsul em 124 a.C. com Caio Cássio Longino.

## Consulado (124 a.C.)

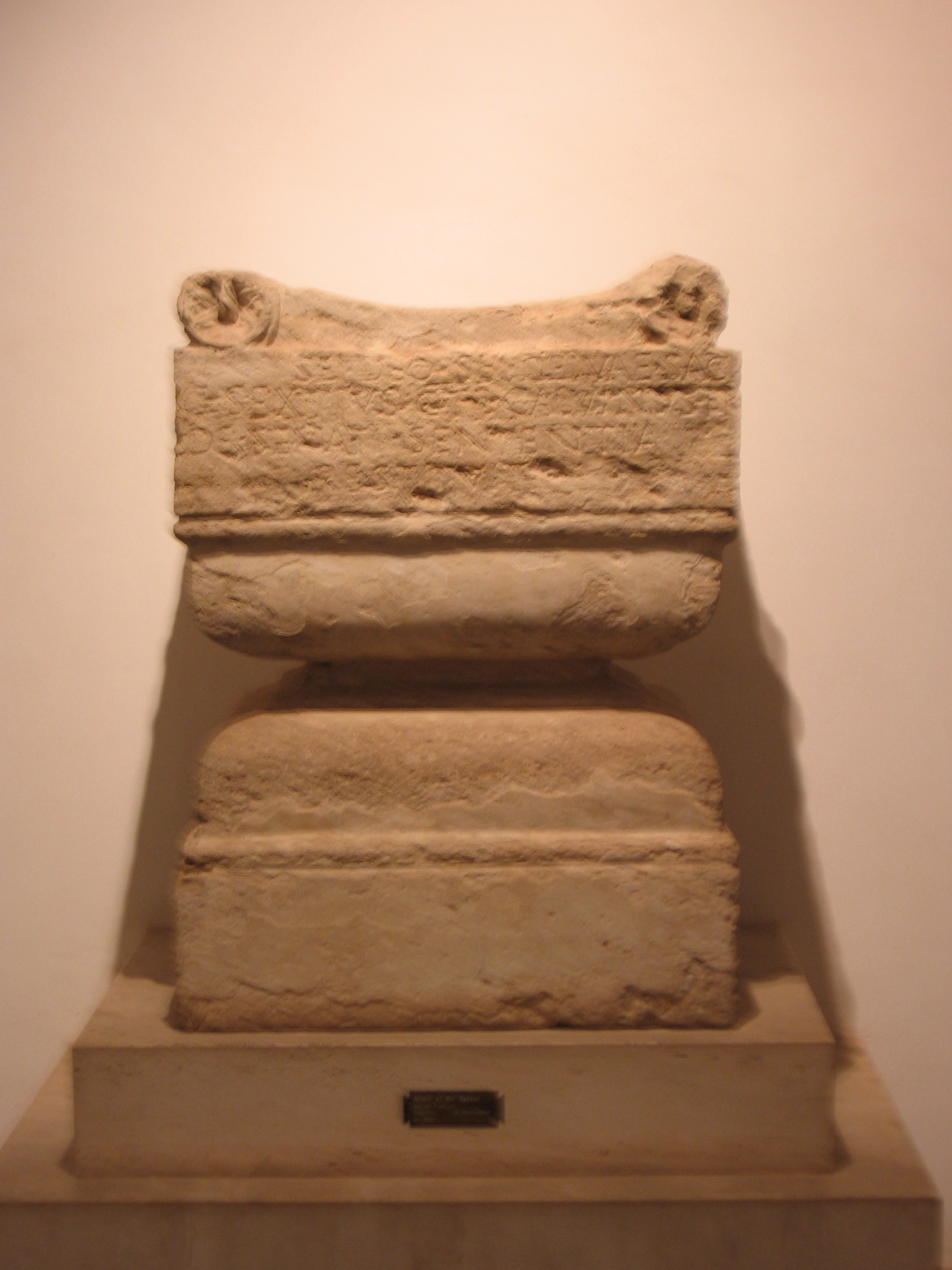
Ara Calvini no Museu Palatino.

Foi eleito cônsul em 124 a.C. com Caio Cássio Longino. Durante seu mandato, Calvino juntou-se a Marco Fúlvio Flaco, cônsul do ano anterior e com poderes proconsulares, na guerra contra os lígures, salúvios e vocôncios na Gália Transalpina e no Languedoc. Derrotou os salúvios, capturou e destruiu o ópido de Entremont, escravizando a população. Ali, ele fundou uma guarnição (castellum). Ele continuou na região até 122 a.C..
Ele teve também um papel importante nas operações militares que levaram à anexação da Gália Transalpina, concluída por Cneu Domício Enobarbo e Quinto Fábio Máximo Alobrógico em 120 a.C., como província romana. Ele e Flaco dispuseram suas legiões entre o Ródano e o rio Var, criando uma linha de comunicação de uma milha de largura ligando o território do aliado romano de longa data, Massília, até a Gália Cisalpina, já uma província romana. Ele recebeu um triunfo romano por suas vitórias sobre as nações gaulesas em 122 a.C..
Sêxtio é conhecido principalmente por ter emprestado seu nome a Águas Sêxtias, as "Termas de Sêxtio", uma estância de fontes termais, a origem da moderna Aix-en-Provence.

## Ara Calvini
Por volta de 92 a.C., um Caio Sêxtio Calvino, de ordem pretoriana, restaurou um altar dedicado a "sei deo sei divae" ("a qualquer deus ou deusa").
Embora geralmente considerado como sendo filho do cônsul em 124 a.C, apesar de E. Badian defender que Sêxtio, o pai, teria sido o responsável pela inscrição, argumentando que o jovem Sêxtio jamais teria sido pretor. Cícero fala de um filho que teria sido um competente orador, mas que padecia de uma saúde ruim.
Este pequeno altar foi encontrado perto de Sant'Anastasia al Palatino, na região ocidental do monte Palatino em 1829. Feito de travertino, este altar tem o formato de uma ampulheta, que tornou-se popular em Roma na época da Segunda Guerra Púnica. Chamado de Ara Calvini ("Altar de Calvino"), chamado também de Ara Dei Ignoti ("Altar do Deus Desconhecido"), está hoje nas coleções do Antiquarium del Palatino, um dos Museus Palatinos.